# Ставња
Ставња је десна притока реке Босне у средњој Босни и Херцеговини, припада Црноморскиом сливу.
Река извире испод планине Звијезде у близини Вареша. У свом 30,4 km дугом току протиче кроз градове, Вареш и Бреза и улива се у реку Босну код Илијаша.
После затварања жељезаре у Варешу, река је је постала еколошки чистија, порибљена је поточном пастрмком и све више привлачи риболовце.